# Sericia mutabilis
Sericia mutabilis är en fjärilsart som beskrevs av Fabricius 1794. Sericia mutabilis ingår i släktet Sericia och familjen nattflyn. Inga underarter finns listade i Catalogue of Life.